# Hydrangea jelskii
Hydrangea jelskii là một loài thực vật có hoa trong họ Tú cầu. Loài này được Szyszyl. mô tả khoa học đầu tiên năm 1895.